# تيم تيبو
تيموثي ريتشارد تيبو (بالإنجليزية: Timothy Richard Tebow) هو لاعب كرة قاعدة وكرة قدم أمريكية سابق ولد في يوم 14 أغسطس 1987 في مدينة ماكاتي في الفلبين. يلعب حالياً مع نادي نيويورك ميتس. في منافسات الدوري الوطني لكرة القدم الأمريكية لعب مع أندية دنفر برونكوز ونيويورك جتس وفاز معهم بموسمي 2006 و2008. في سنة 2016 قرر أن يصبح لاعب كرة قاعدة ووقع عقد مع نادي نيويورك ميتس. هو متزوج من ملكة جمال الكون لسنة 2017 ديمي لاي نيل بيترس.